# Joachim Kovacs

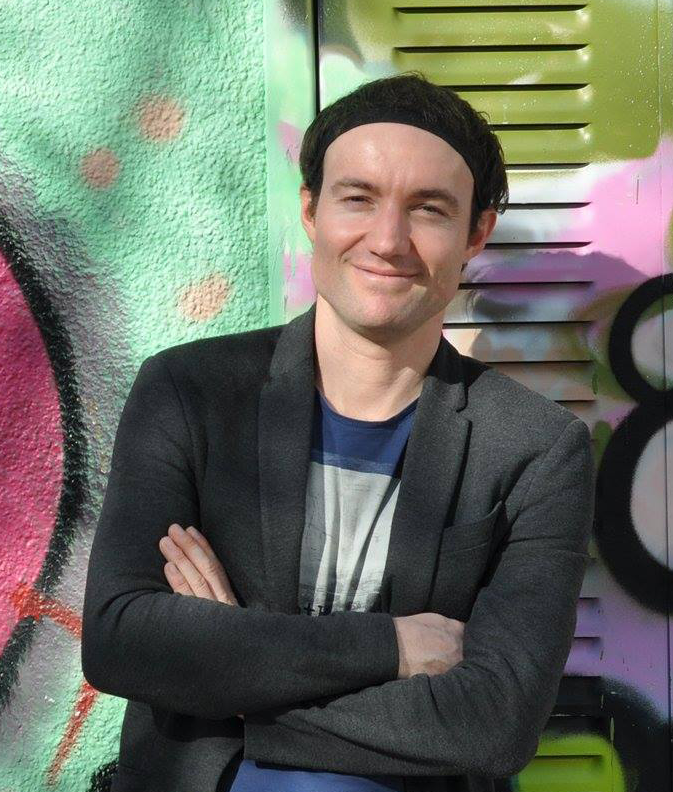
Joachim Kovacs (2017)

Joachim Kovacs (* 8. März 1984 in Oberwart, Burgenland) ist ein ehemaliger österreichischer Politiker. Er war Landessprecher der Grünen in Wien.

## Leben
Kovacs wuchs in einer sozialdemokratischen Familie in Rechnitz im Burgenland auf. Die Mutter ist Lehrerin, der Vater Bauarbeiter und Pendler. Er besuchte das Gymnasium in Oberschützen und machte die Matura im Bundesschulsportzentrum Oberschützen. Danach studierte er Politikwissenschaft und trat 2007 den Grünen Wien bei.
In seiner Freizeit widmet sich Kovacs dem Tennissport. Er war mehrfacher Landesmeister im Einzel sowie Staatsmeister im Doppel. Darüber hinaus leitet er die Academy4Tennis, eine Tennisschule für Leistungssportler.

## Politik
Joachim Kovacs trat 2007 den Grünen Wien bei. 2010 übernahm er den Vorsitz der Grünen im Wiener Bezirk Ottakring, wo seine Partei sowohl bei den Wahlen 2010, als auch 2015 zulegen konnte. Ab April 2013 ist Kovacs Mitglied des Landesvorstandes der Grünen Wien. November 2015 gewann er die Wahl zum Landessprecher der Grünen in Wien gegen Georg Prack. 2016 gab er, aufgrund der neuen Funktion als Landessprecher, den Vorsitz der Ottakringer Grünen ab.
Seine politischen Ziele sieht Kovacs im Ausbau der sozialen Sicherheit, der Unterstützung von Randgruppen und Jugendlichen und in der Umweltpolitik. In seiner Zeit als Obmann der Ottakringer Grünen forderte er unter anderem den Ausbau von Spielplätzen, ein zusätzliches Jugendzentrum, die Umbenennung von Gassennamen mit NS-Vergangenheit, den Bau einer Photovoltaikanlage auf der Feuerwache Steinhof und den Erhalt oder die Aufwertung von öffentlichem Raum. Durch seinen Selbstversuch, einen Monat lang mit 7,50 Euro am Tag – in Anlehnung an den Betrag, der in Österreich Menschen, die in der Mindestsicherung leben, zur Verfügung steht – auszukommen, erlangte er Bekanntheit in Österreich. Seine Aufforderung an österreichische Politiker, vor allem der ÖVP, einen entsprechenden Selbstversuch zu unternehmen, schaffte es in die Schlagzeilen. Was ihm in der Zeit des Selbstversuches durch sein höheres Einkommen übrig blieb, spendete er dem Neunerhaus. Mehrfach forderte er die Einführung einer Leerstandsabgabe zur Vermeidung von Immobilienspekulation.
Als 2015 die SPÖ durch die Abwerbung des grünen Mandatars Senol Akkilic eine Änderung des Wahlrechts in Wien verhinderte, welches die großen Parteien bevorzugt, sprach er sich für eine Aufkündigung der Koalition aus.
Im Streit der Jungen Grünen mit der Mutterpartei im März 2017 sprach er sich für den Verbleib der Jungen Grünen als Jugendorganisation der Grünen aus, während sich die Mehrheit des Bundesvorstands für den Rauswurf aussprach. Dieser Rauswurf wurde später als ein Mitgrund für das desaströse Abschneiden der Grünen bei der Nationalratswahl 2017 bezeichnet, bei der die Grünen nach 31 Jahren erstmals nicht mehr in den Nationalrat einzogen.
Im Mai 2017 ließ er aufhorchen, als er den 8. Mai, den Tag der Befreiung, als zusätzlichen Feiertag für ganz Europa forderte.
Im Nationalratswahlkampf 2017 griff er mehrfach Sebastian Kurz direkt an, dem er unter anderem vorwarf, dass seine Methoden eine Gefahr für die Demokratie seien. Nachdem die Grünen bei der Nationalratswahl 2017 den Wiedereinzug in den Nationalrat knapp verfehlten, da sie 2/3 weniger Stimmen bekamen als bei der letzten Nationalratswahl, war es vor allem Joachim Kovacs, der versuchte die Wiener Grünen zum Neustart anzuspornen und eine Stimmung der Hoffnung zu erzeugen.
Im August 2018 gab Kovacs, im Zuge der ersten Kandidaturbekanntgaben zur Spitzenwahl der Wiener Grünen, seinen Rückzug aus der Politik bekannt, da er sich zukünftig mehr seiner Familie widmen wolle. Zu seinem Nachfolger als Landessprecher wurde im Dezember 2018 Peter Kristöfel gewählt.

## Markenzeichen
Als Markenzeichen von Joachim Kovacs gilt ein Stirnband, das er zumeist trägt und das er aus dem Tennissport in die Politik mitnahm.